# Cyphon impressus
Cyphon impressus là một loài bọ cánh cứng trong họ Scirtidae. Loài này được Kiesenwetter miêu tả khoa học năm 1871.